# Xiang Shengmo
Xiang Shengmo ou Hiang Cheng-Mo ou Hsiang Shêng-Mo, surnom : Kongzhang, noms de pinceau : Yihan et Xushanqiao, est un peintre chinois du XVIIe siècle, originaire de Jiaxing (ville du Nord de la province du Zhejiang en Chine). Il est né en 1597 et mort en 1656 ou 1658.

## Biographie
Xiang Shengmo est le petit-fils du peintre et célèbre collectionneur Xiang Yuanbian (1525-1590 ou 1602). Comme plusieurs artistes de la fin de l'époque Ming, il suit les théories de Dong Qichang. Il est très éclectique et, dans ses paysages, s'inspire des maîtres Song et Yuan, vus par Dong; son style rappelle parfois celui de Wu Bin. Ce sont de grandes constructions en larges masses aux contours arrondis qui alternent avec des rangées de rochers plus ou moins uniformes; les arbres ont un aspect décoratif conféré par la valeur de l'encrage et le tout est d'une texture sèche et économe, presque absente. Il peint aussi des fleurs et des bambous.

## Collaboration picturale
Xiang Shengmo est un spécialiste de la peinture de paysages, arbres et rochers. Dans Portrait de Zhu Kuishi, le portrait est peint par son ami Xie Bin (1602-1680). Ce tableau représente un membre d'une famille noble; il a l'air serein et digne. À l'arrière plan, se dressent des pins verts gigantesques, peints par Xiang Shengmo. Bien qu'elle soit le fruit d'une collaboration entre deux artistes, la peinture est toujours harmonieuse. Les deux hommes, semble-t-il, travaillent souvent en étroite association. Le titre à quatre idéogrammes, signifiant « dense forêt de pins », est calligraphié dans l'écriture des sceaux par Xiang Shengmo. Immortel insouciant parmi des flots de pins (musée provincial de Jinlin) est un portrait de Xiang Shengmo, peint par Xie Bin. Illustrant un thème similaire à la précédente, cette peinture montre un personnage plus détendu dans son attitude et son habillement. Les pins de l'arrière-plan sont réalisés ultérieurement par Xiang lui-même.

## Musées
- Pékin (musée du palais impérial) :

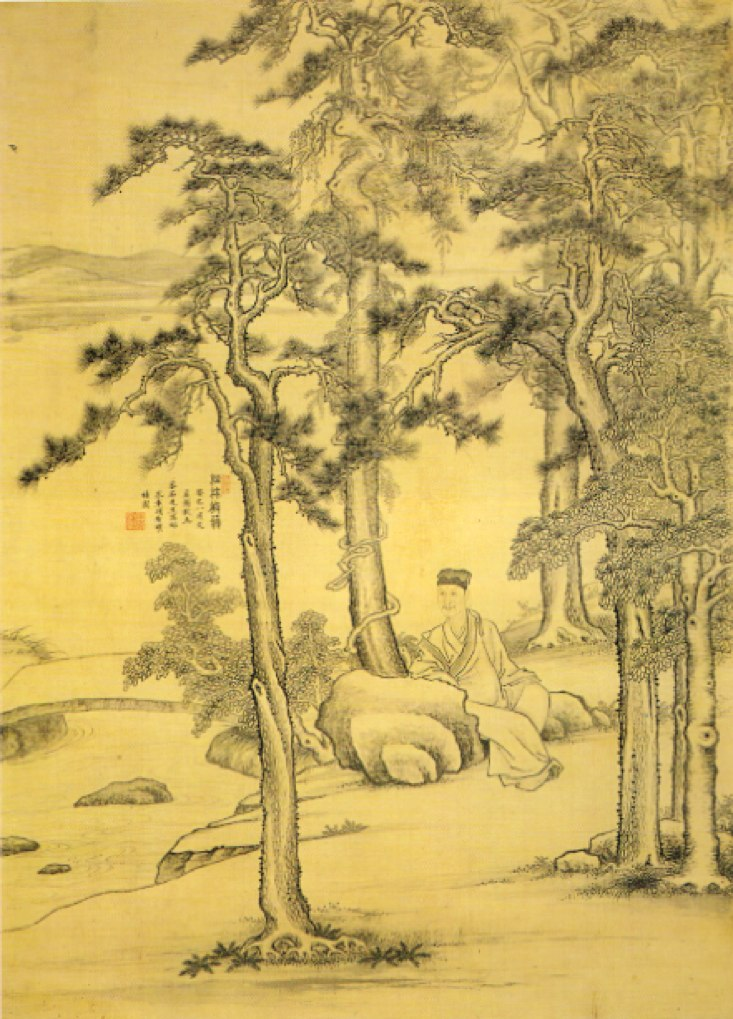
Portrait de Zhu Kuishi par Xie Bin et Xiang Shengmo en 1653.

  - Portrait de Zhu Kuishi, rouleau mural, encre et couleur claire sur soie, daté 1653. 69,2 × 49,7 cm.
- Chicago (Institut d'art de Chicago) :
  - Vue de la rive avec arbre et rochers, homme dans une barque.
- Honolulu : (Acad. of Art) :
  - Paysage dans le style de Ni Zan, encre sur papier, attribution.
- Paris musée Guimet :
  - Chrysanthèmes, encre sur fond or, éventail signé.
- Pékin (musée du Palais) :
  - Homme marchand sous un grand arbre défeuillé, encre et couleur sur papier, signé.
  - Études de fleurs, couleurs sur papier, six feuilles d'album.
  - Crique de rivière et arbres sous la neige, daté 1641, encre et couleurs légères, signé.
- Shanghai :
  - Cascade entre deux rochers, daté 1651, signé.
- Stockholm  (Nat. Mus.) :
  - Pêcher en fleurs, poème signé.
  - Epidendrum, éventail signé.
- Taipei (Nat. Palace Mus.) :
  - Ruisseau de montagne, 1640, signé, poème et colophon.
  -  Arbres nus et bambous, signé, poème.
  - Arbres sous la pluie d'automne, signé, poème.
  - Branche de pêcher en fleurs, signé, poème.
  - Oies sauvages dans les roseaux de la rive, signé, poème.
  - Trois bambous, signé.
  - Paysages, album de huit paysages d'après des maîtres anciens, dernière feuille signée.
  - Branche d'abricotier en fleur.